# Metropolitano de Praga
O Metropolitano de Praga é um sistema de metropolitano que serve a cidade de Praga, capital da República Tcheca. É formado por três linhas (verde, vermelha e amarela).